# Germanenorden

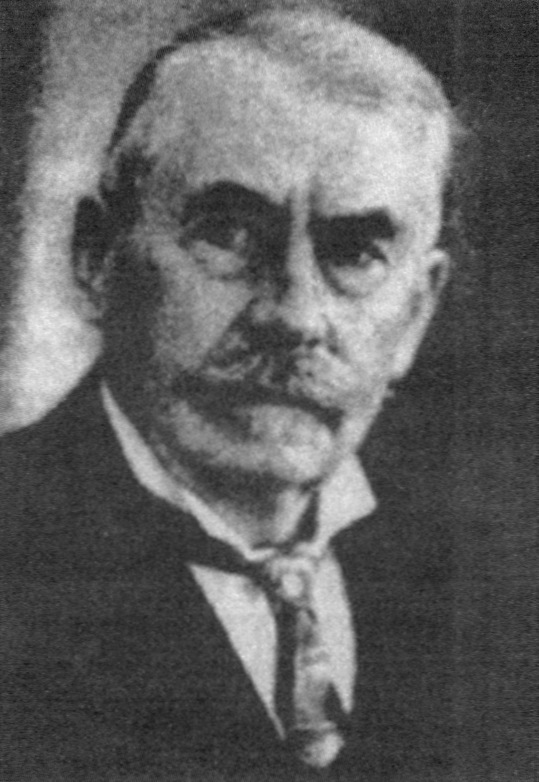
Theodor Fritsch, fundador da Germanenorden

A Germanenorden ("Ordem germânica" em alemão) foi uma sociedade secreta Völkisch criada na Alemanha, no início do século XX. 
Fundada em Berlin em 1912 por Theodor Fritsch, a ordem que tinha por símbolo a suástica.
Assim como o Reichshammerbund era antisemita. A sociedade exigia que seus candidatos provassem que não tinham linhagens "não-arianas".